# Presidenti della Commissione dell'Unione africana

Bandiera dell'Unione africana

Il presidente della Commissione dell'Unione africana, fino al 2002 nota come Organizzazione dell'unità africana, viene scelto dal Parlamento panafricano, che è formato dai capi di Stato di tutti i paesi membri.

## Segretario generale dell'Organizzazione dell'unità africana
| Nome              | Inizio mandato    | Fine mandato      | Nazione        |
| Kifle Wodajo      | 25 maggio 1963    | 17 luglio 1964    | Etiopia        |
| Diallo Telli      | 21 luglio 1964    | 15 giugno 1972    | Guinea         |
| Nzo Ekangaki      | 15 giugno 1972    | 16 giugno 1974    | Camerun        |
| William Eteki     | 16 giugno 1974    | 21 luglio 1978    | Camerun        |
| Edem Kodjo        | 21 luglio 1978    | 12 giugno 1983    | Togo           |
| Peter Onu         | 12 giugno 1983    | 20 luglio 1985    | Nigeria        |
| Ide Oumarou       | 20 luglio 1985    | 19 settembre 1989 | Niger          |
| Salim Ahmed Salim | 19 settembre 1989 | 17 settembre 2001 | Tanzania       |
| Amara Essy        | 17 settembre 2001 | 9 luglio 2002     | Costa d'Avorio |

## Presidenti della Commissione dell'unione africana
| Nome                   | Inizio del mandato | Fine del mandato  | Nazione        |
| Amara Essy             | 9 luglio 2002      | 16 settembre 2003 | Costa d'Avorio |
| Alpha Oumar Konaré     | 16 settembre 2003  | 28 aprile 2008    | Mali           |
| Jean Ping              | 28 aprile 2008     | 15 luglio 2012    | Gabon          |
| Nkosazana Dlamini-Zuma | 15 luglio 2012     | 30 gennaio 2017   | Sudafrica      |
| Moussa Faki            | 30 gennaio 2017    | 15 febbraio 2025  | Ciad           |
| Mahamoud Ali Youssouf  | 15 febbraio 2025   | in carica         | Gibuti         |